# Simon Poulsen
Simon Busk Poulsen (ur. 7 października 1984 w Sønderborgu) – duński piłkarz grający na pozycji lewego pomocnika.

## Kariera klubowa
Karierę piłkarską Poulsen rozpoczął w klubie HFK Sønderjylland, przemianowanym później na SønderjyskE. W 2002 roku zadebiutował w jego barwach w drugiej lidze duńskiej, a następnie stał się jego podstawowym zawodnikiem. W 2005 roku wywalczył z SønderjyskE awans do pierwszej ligi, ale w barwach klubu z miasta Haderslev grał jeszcze tylko latem 2005. W trakcie sezonu 2005/2006 Simon odszedł do FC Midtjylland, a 28 sierpnia zadebiutował w meczu ze swoim poprzednim klubem, wygranym przez Midtjylland 4:2. W sezonie 2006/2007 wywalczył z Midtjylland największy sukces w historii klubu - wicemistrzostwo Danii. W drużynie tej spędził także jesień 2007, a wiosną klub z Herning ponownie był drugi w lidze.
W grudniu 2007 roku Poulsen podpisał 4,5-roczny kontrakt z holenderskim AZ Alkmaar, a suma transferu wyniosła 3 miliony euro. W Eredivisie swój debiut zaliczył 13 stycznia 2008 w przegranym 1:6 wyjazdowym spotkaniu z Ajaksem Amsterdam. W trakcie sezonu 2008/2009 doznał kontuzji i pauzował od października 2008 do lutego 2009. W sezonie 2008/2009 wywalczył z AZ mistrzostwo Holandii.
W 2012 roku Poulsen został zawodnikiem Sampdorii. W 2014 wrócił do AZ, a w 2015 przeszedł do PSV. W 2017 wrócił do SønderjyskE.
| Sezon   | Klub                | Kraj     | Rozgrywki   | Mecze | Bramki |
| ------- | ------------------- | -------- | ----------- | ----- | ------ |
| 2002/03 | HFK Sønderjylland   | Dania    | II liga     | ?     | ?      |
| 2003/04 | HFK Sønderjylland   | Dania    | II liga     | ?     | ?      |
| 2004/05 | SønderjyskE Fodbold | Dania    | II liga     | 21    | 6      |
| 2005/06 | SønderjyskE Fodbold | Dania    | Superligaen | 5     | 1      |
| 2005/06 | FC Midtjylland      | Dania    | Superligaen | 16    | 0      |
| 2006/07 | FC Midtjylland      | Dania    | Superligaen | 28    | 1      |
| 2007/08 | FC Midtjylland      | Dania    | Superligaen | 18    | 3      |
| 2007/08 | AZ Alkmaar          | Holandia | Eredivisie  | 8     | 0      |
| 2008/09 | AZ Alkmaar          | Holandia | Eredivisie  | 11    | 0      |
| 2009/10 | AZ Alkmaar          | Holandia | Eredivisie  | 26    | 1      |
| 2020/11 | AZ Alkmaar          | Holandia | Eredivisie  | 14    | 1      |
| 2011/12 | AZ Alkmaar          | Holandia | Eredivisie  | 34    | 4      |
| 2012/13 | UC Sampdoria        | Włochy   | Serie A     | 7     | 0      |
| 2013/14 | UC Sampdoria        | Włochy   | Serie A     | 0     | 0      |
| 2013/14 | AZ Alkmaar          | Holandia | Eredivisie  | 10    | 0      |
| 2014/15 | AZ Alkmaar          | Holandia | Eredivisie  | 32    | 3      |
| 2015/16 | PSV                 | Holandia | Eredivisie  | 2     | 0      |
| 2016/17 | SønderjyskE Fodbold | Dania    | Superligaen | 10    | 0      |
| 2017/18 | SønderjyskE Fodbold | Dania    | Superligaen | 18    | 1      |

## Kariera reprezentacyjna
Karierę reprezentacyjną Poulsen rozpoczął od występów w młodzieżowych reprezentacjach Danii. W reprezentacji U-19 rozegrał 7 meczów, w reprezentacji U-20 - 7 meczów, a w reprezentacji U-21 wystąpił w 3 spotkaniach. W reprezentacji A zadebiutował 28 marca 2007 roku w wygranym 1:0 towarzyskim spotkaniu z Niemcami.